# MG H 2/3
Bei den sechs Zahnraddampflokomotiven, die 1890 von der Monte Generoso-Bahn (MG) gekauft wurden, handelte es sich um reine Zahnradlokomotiven mit der Bezeichnung H 2/3. Als Kaufpreis wird 34 500 Schweizer Franken angegeben. Vor 1902 waren die Maschinen mit H I bezeichnet.

## Geschichte
Es handelt sich hierbei um die ersten reinen Zahnradlokomotiven nach dem System Abt, die die Schweizerische Lokomotiv- und Maschinenfabrik in Winterthur hergestellt hat. Insgesamt wurden 59 Lokomotiven ähnlicher Bauart hergestellt, für Bergbahnen in der Schweiz, Frankreich, Spanien, Großbritannien und auf Madeira.
Die Umstellung der Bahn auf Dieselbetrieb 1954 erlebten noch vier Lokomotiven. Die Nummern 1 und 3 wurden 1941 ausrangiert und verschrottet. Danach wurden die Lokomotiven Nummer 5 und 6 in die Diesellokomotiven des Typs Hm 2/3 umgebaut sowie die Nummer 2 als Denkmallokomotive in Capolago aufgestellt. Die Nummer 2 wurde ab 1981 wieder fahrtüchtig hergerichtet und ist heute betriebsfähig erhalten.
Die MG übernahm insgesamt vier Lokomotiven der ähnlichen Bauart H 2/3 von der Chemin de fer Glion-Rochers-de-Naye.
- 1941 Nr. 4, als Nummer 7 eingereiht, verkauft 1962 an BRB (dort Nr. 1II)
- 1942 Nr. 6, als Nummer 8 eingereiht
- 1949 Nr. 8, als Nummer 9 eingereiht
- 1956 Nr. 1, als Nummer 1II (zweite Belegung)

## Technik
Die Lokomotive hat einen Außenrahmen und einen schräg liegenden Kessel (12 % nach vorne geneigt). Als Sicherheitseinrichtung war auf dem Dampfdom des Kessels ein Ramsbottom-Sicherheitsventil montiert, welches später gegen ein Pop-Sicherheitsventil getauscht wurde. Die Lokomotiven Nummer 1 und 3 hatten eine Dampfheizung.
Typisch für diesen Lokomotivtyp ist die hohe Zylinderlagerung nach dem System Brown und die Übertragung mit einem senkrechten Übertragungs-Doppelhebel. Dadurch, dass die Hebelarme ungleich sind, lässt sich ohne Getriebe oder Blindwelle eine Kraftübersetzung erreichen – die Übersetzung beträgt dabei 1:1,34.
Auf den Antriebsachsen (auf denen die lose drehenden Laufräder gelagert sind) sitzen Hall'sche Kurbeln, an welchen sich auch die Gegengewichte befinden. Auf jeder Antriebsachse befindet sich ein Antriebsrad mit zwei Zahnrädern, deren Zähne um eine halbe Teilung versetzt sind. Diese Zahnräder besitzen ein Teilkreismaß von 573 mm, womit sich bei der für Abt typischen Teilung von 120 mm 12 Zähne ergeben. Zwischen dem Zahnkranz und dem Radkörper jedes Antriebszahnrads befinden sich je acht Dämpfungsfedern. Diese haben die Aufgabe, die aufgrund von Teilungsfehlern entstehenden Zahndruckunterschiede abzufedern.
Unter der Feuerbüchse befindet sich eine dritte Achse (die sogenannte Stützachse), die mit einem Bissel-Deichselgestell geführt wird. Das rechte Rad der Stützachse ist ebenfalls frei drehbar auf der Achse angeordnet. Dies erleichtert den Kurvenlauf, da dadurch keine starre Achsverbindung zwischen den beiden Rädern besteht. Die Laufräder auf den Antriebsachsen haben nicht nur die Funktion zur Führung im Gleis, sie bestimmen auch die Zahneingriffstiefe in die Zahnstange. Die beiden Antriebsachsen werden mit über dem Lager befindlichen Blattfedern abgestützt, die sich außen am Rahmen befinden. Die Stützachse wird durch eine quer liegende Blattfeder abgestützt.
Als Betriebsbremse dient die Gegendruckbremse. Die beiden Handbremsen wirken mit armierten Bremsbändern jeweils auf eine Rillenbremsscheibe auf beiden Triebachsen. Diese Rillenbremsscheiben befinden sich direkt auf der Achse auf beiden Seiten des Zahnrades. Ebenfalls auf diese vier Bremsscheiben wirkt eine automatische Dampfbremse, die bei einer Geschwindigkeitsübertretung selbsttätig anspricht. Diese Dampfbremse kann auch manuell betätigt werden und wird in der Regel auch zum Anhalten benutzt.